# Wróblewo (województwo pomorskie)
Wróblewo (niem. Sperlingsdorf) – wieś w Polsce położona w województwie pomorskim, w powiecie gdańskim, w gminie Suchy Dąb na obszarze Żuław Gdańskich. 
Wieś należąca do Żuław Steblewskich terytorium miasta Gdańska położona była w drugiej połowie XVI wieku w województwie pomorskim. W latach 1945–1998 miejscowość nieprzerwanie należała do województwa gdańskiego.

## Zabytki
Według rejestru zabytków NID na listę zabytków wpisane są:
- szachulcowy kościół filialny pw. Wniebowzięcia NMP, 1593, XVII-XVIII, nr rej.: 224 z 6.09.1962
- drewniano-murowany dom nr 8, 1870, nr rej.: 974 z 5.07.1986.

XVI-wieczny kościół pw. Wniebowzięcia NMP znajduje się nad brzegiem Motławy, wybudowany pierwotnie jako kaplica rycerska, rozbudowany w XVIII w. o część zachodnią z wieżą przykrytą barokowym hełmem. Od 2009 znajdują się tu fotograficzne kopie malowanych skrzydeł ołtarza głównego (obecnie w Muzeum Narodowym w Gdańsku), nadrukowane na deskę.

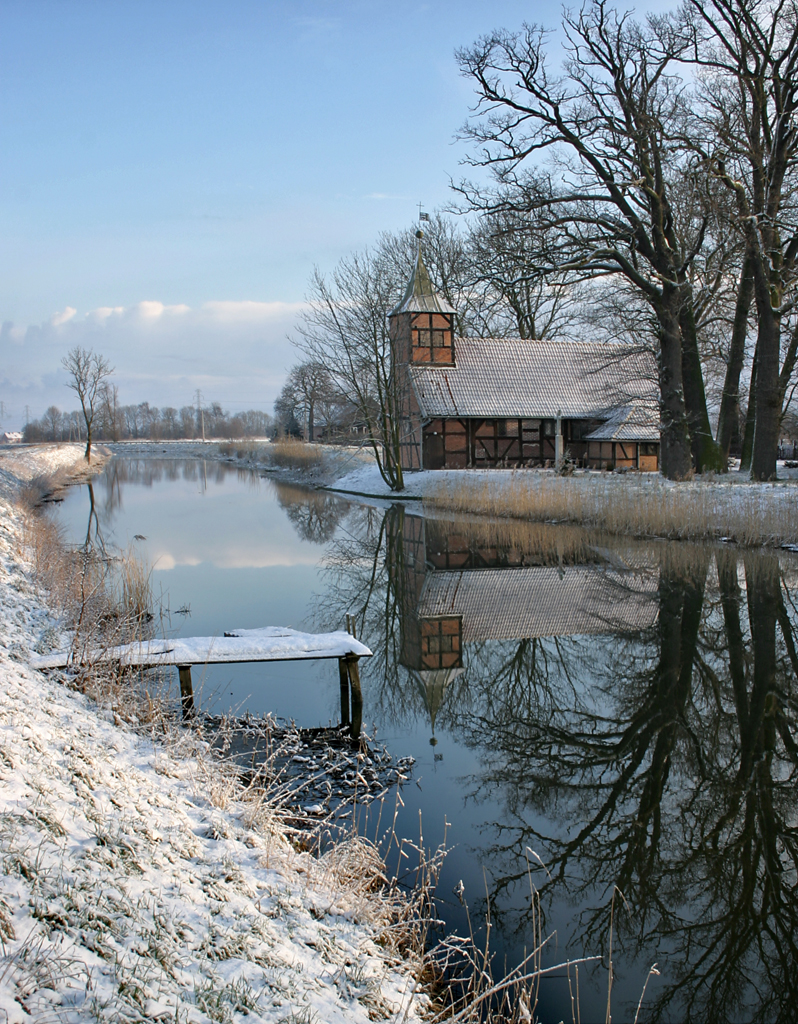
Kościół pw. Wniebowzięcia NMP
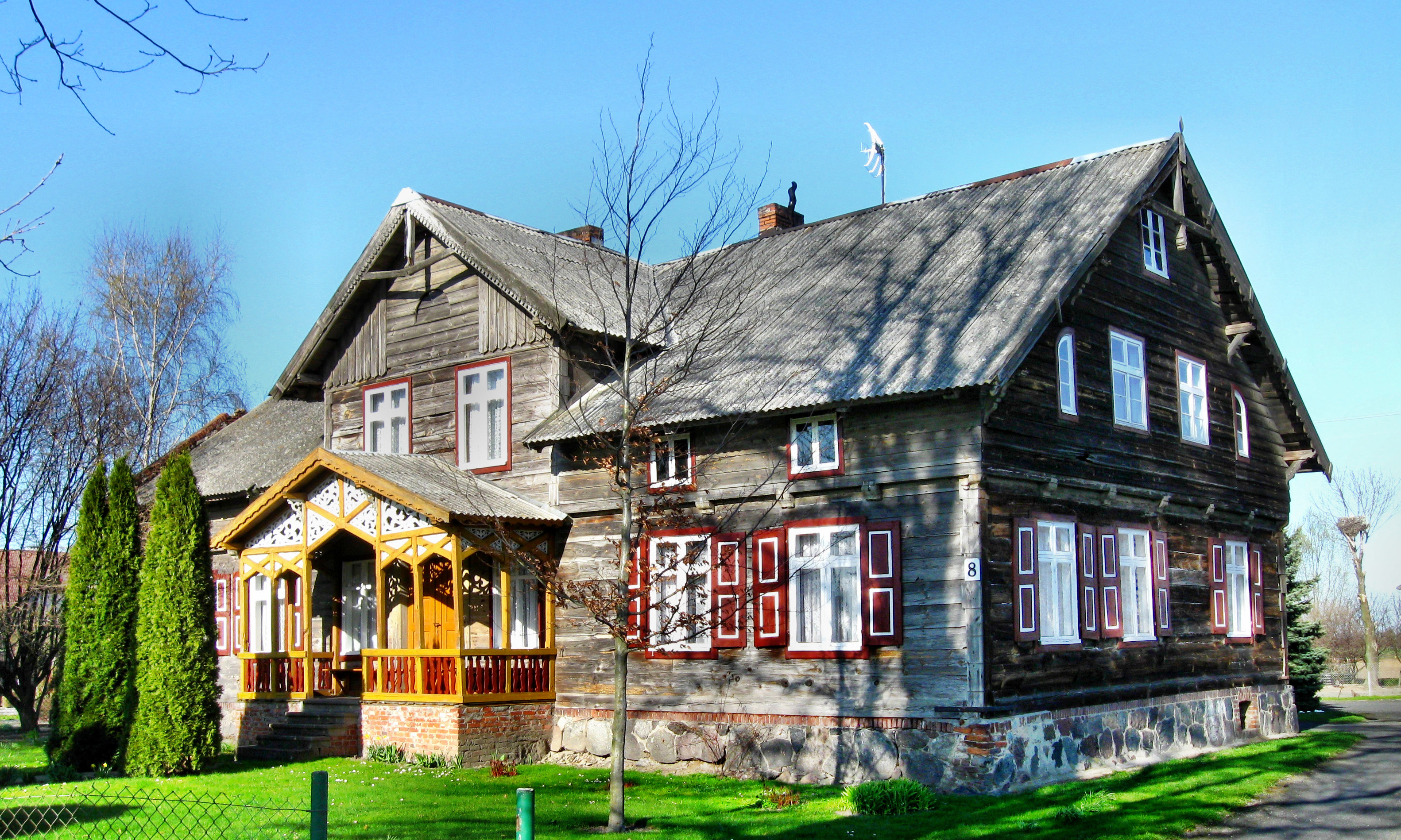
Drewniano-murowany dom nr 8